# Bangor (Maine)

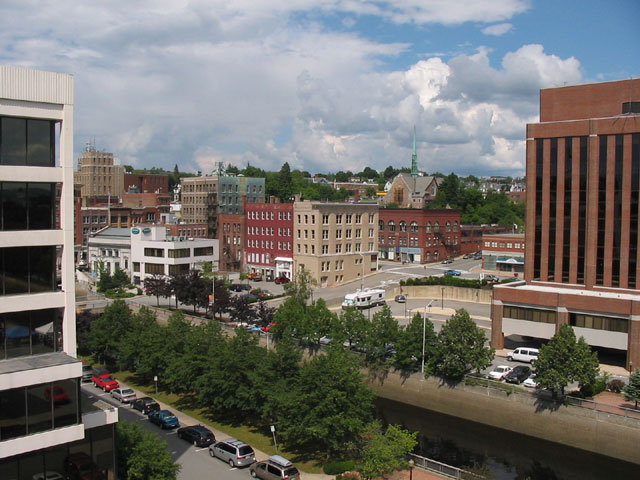
Centrum Bangor

Bangor – miasto w Stanach Zjednoczonych, w stanie Maine, siedziba hrabstwa Penobscot.
Jest położone nad rzeką Penobscot (niedaleko jej ujścia do Oceanu Atlantyckiego), w środkowo-wschodniej części stanu. Po drugiej stronie rzeki leży miasto Brewer.
Współcześnie miasto stanowi ośrodek gospodarczy, ze szczególnym uwzględnieniem przemysłów elektronicznego, obuwniczego i papierniczego. W pobliżu funkcjonuje Port lotniczy Bangor. Miejscowe uczelnie to: Bangor Theological Seminary (od 1814), Beal College (od 1891), Husson University (od 1898) i Eastern Maine Technical College (od 1966).

## Historia
Miejsce to zostało w 1604 roku odwiedzone przez francuskiego podróżnika Samuela de Champlaina. Pierwsza akcja osadnicza ruszyła natomiast w 1769 roku z inicjatywy Jacoba Buswella. Pierwotnymi nazwami osady były: Kenduskeag Plantation i Sunbury.
W trakcie wojna brytyjsko-amerykańskiej w 1812 roku Bangor był okupowany przez siły brytyjskie. W 1816 roku został siedzibą hrabstwa. Do 1820 roku wraz z resztą wschodniej części przyszłego stanu Maine należał do Massachusetts. Po 1830 roku stał się ważnym ośrodkiem przemysłu drzewnego i stoczniowego. Funkcjonował tu port rzeczny. W 1834 roku Bangor otrzymał prawa miejskie.